# Дарлингтония
Дарлингтония (лат. Darlingtonia) — род насекомоядных растений семейства Саррацениевые. Единственный представитель рода — Дарлингтония калифорнийская (Darlingtonia californica), встречающаяся на болотах на севере Калифорнии и в Орегоне.
Род назван в честь американского врача и ботаника Уильяма Дарлингтона.

## Ареал
Это редкое растение встречается на болотах Северной Америки между штатами Орегон и Калифорния.

## Ботаническое описание
Стебель длинный. Листья-ловушки жёлтого или красно-оранжевого цвета в форме капюшона кобры. На их верхушке — кувшинчик светло-зелёного цвета, достигающий в диаметре 60 сантиметров.
Ловушки-накопители выделяют резкий запах, который привлекает насекомых. Они попадают внутрь и больше не могут выбраться. Насекомые перевариваются в пищеварительных соках растения, которое таким образом получает дополнительные питательные вещества.